# Леках
Леках — медовий пиріг квадратної або круглої форми, змащений яйцем і посипаний горіхами.
Традиційно готується круглої форми на Рош га-Шана та квадратної в день перед Йом-Кіпуром.

## Звичаї та традиції
В день, що передує Йом-Кіпуру, після ранкової молитви шахарит члени громади просять і отримують з рук рабина шматочок лекаха. Цей звичай бере початок від Любавичського ребе, який щороку на початку місяця тішрей роздавав леках всім євреям, хто просив його про це.
«Ось тобі леках, і нехай Всевишній дарує тобі і твоїй сім’ї добрий і солодкий рік», — говорить рабин даючи шматочок лекаху.

## Технологія виготовлення
З цукру, меду та паленого цукру готують сироп. Охолоджують його до 50–55 °C, додають яйця, олію, гвоздику і половину порції пшеничного борошна (другого гатунку). Замішують тісто. Додають другу половину борошна, змішану з содою. Залишають тісто на 7–10 годин. Розрізають на шматки у вигляді кульок і кубиків, укладають на промаслений лист, змащують жовтком та посипають подрібненим волоським горіхом або мигдалем. Випікають 45–50 хвилин при 170–190°C.
Леках може бути випечений у вигляді пирога. При бажанні, в тісто додають родзинки, лимонну цедру, горіхи, ягоди з варення, або змащують готовий пиріг густим варенням і посипають горіхами.
Для леках можна використовувати сироп, який залишився після приготування тейглаху.